# Черньово
Черньо̀во е село в Западна България. То се намира в Община Ихтиман, Софийска област. Разположено е на 5 км югоизточно от град Ихтиман. Населението му е около 311 души (2022). Старото име на селото е Каралар.

## География
Село Черньово се намира в Западна България, в планински район югозападно от град Ихтиман. Селото е разположено в подножието на Черни рид, част от Ихтиманска Средна гора, в югозападния край на Ихтиманската котловина. На югоизток се намира село Стамболово, на северозапад – Полянци, а на север – Живково.
На юг от Черньово, през Черни рид минава път, който го свързва с Пчелински минерални бани. В близост до селото преминава жп линията София – Пловдив. Недалеч е и автомагистрала „Тракия“.
Климатът е континентален, с типичните четири сезона, характеризира се с топло лято и студена зима. Пролетта е прохладна, докато есента е топла и често по-продължителна. Характерни за Ихтиманската котловина са мъглите и ранните слани през есента.

## Население
| Година    | 1880 | 1926 | 1934 | 1946 | 1956 | 1965 | 1975 | 1985 | 1992 | 2001 | 2011 |
| Население | 432  | 862  | 912  | 919  | 957  | 777  | 745  | 580  | 520  | 377  | 288  |

## История
От древността в селото и околностите му има следи от човешка дейност. В землището на селото има 5 – 6 конусовидни могили, по-всяка вероятност стари тракийски гробници. Покрай селото е минавал старият римски път Via militaris. На 3 километра южно от селото, на върха на Кара баир/Черни рид, има останки от стара крепост, предполага се от римско време, а на югоизток от селото е имало две стари черкви, намиращи се в местностите Хисара и Клисиджика.
Недалеч от Черньово е прочутата крепост „Траянови врата“. Тя е издигната в защита на Суки – важен проход на пътя Сердика – Филипопол, известен днес като Момин проход. В района на крепостта, на 16 август 986 г. войската на българския цар Самуил разбива армията на византийския император Василий II.
През 1370/1371 г. цялата Ихтиманската котловина включваща и землището на селото е завладяна от османлиите, предвождани от Лала Шахин паша.
За първи път село Каралар се споменава в османските данъчни регистри през 1576 г.. По време на Османската империя то е било населено предимно с турци и се е намирало в местността Юртището, откъдето по-късно е било преместено на сегашното си място.
Около 1810 – 1812 г. минават черкези, кърджалии, които опожаряват до основи съседните села Оташлия и Вържебара. В Каралар се заселват част от християнските семейства от изгорените села.
През 1877 г. селото е било изгорено от бягащите турци.
По силата на Берлинския мирен договор през 1878 г. село Каралар попада в състава на Източна Румелия.
Към 1880 г. в селото има 87 къщи, в които живеят 87 отделни семейства, населението е смесено, общо 432 жители, от които българи са 142 мъже и 148 жени, турци – 52 мъже и 52 жени, цигани – 18 мъже и 21 жени.
От 1902 г. в селото функционира народно читалище „Пробуда“, което повече от век е пазител на българската духовност, култура и традиции.
Към 1926 г. домакинствата са вече 165, а обработваемата земя на селото е 8265 декара, като се засяват предимно зърнени храни. Има черква, читалище, основно училище, общински дом, 3 бакалници, мелница.
През 1934 година селото е преименувано на Черньово.

## Културни и природни забележителности

### Обществени заведения
Селото разполага с пощенска станция, обществена библиотека, два хранителни магазина и две кръчми.

### Летище Ихтиман
В началото на селото, до пътя към град Ихтиман, се намира летателна площадка Ихтиман (LBHT), на която се провеждат летателни курсове, разходки с парапланер и самолет, организират се авиосъбори, предлага се обучение по парашутизъм и скокове с парашут с тандем.

### Развлечение и отдих
Язовир Искър и Ловно-стопанство Искър (бивше УБО) се намират на 15 км от селото. В планината над селото има изградени две хижи, а край гората, по пътя за гробището, е изградена открита беседка с маса, камина и планинска чешма.
В селото има изходен пункт за пешеходен и ловен туризъм.

## Редовни събития
Празникът на селото е на Спасовден.
В Черньово всяка година се прави събор. Най-често съборите са през юни месец. Канят се гости, танцови състави, вият се кръшни, дълги хора от всички жители, независимо млади или стари. Тържеството завършва с празнична заря.
В селото редовно се отбелязват и много други традиционни празници и обичаи. Активно се развива културно-творческата самодейност, с танцов състав „Черньовче“, който усърдно работи да съхрани обичаите, традициите, народните песни и танци.
Село Черньово е носител на наградата „Селище, пазител на традициите“.

## Личности
- Иван Стамов Керезов, по прякор Кереза, роден на 7 февруари 1949 година. Завършил е икономически науки, специализирал е в Дипломатическата академия в Москва. Работил е като дипломат в Министерството на външните работи като Първи легационен секретар и в посолството в Австрия. Участвал е в работата на правителствени делегации. Има публикации на икономически теми в България и в чужбина. Женен. Владее писмено и говоримо английски, немски, френски и руски език.